# Calliophis
Calliophis är ett släkte av ormar. Calliophis ingår i familjen giftsnokar.
Arterna är med en längd upp till 75 cm små ormar och smala ormar. De förekommer i södra och sydöstra Asien och vistas där i skogar. Släktets medlemmar jagar andra kräldjur. Antagligen är det giftiga bettet inte farligt för människor. Honor lägger troligen ägg.

## Arter
Arter enligt Catalogue of Life:
- Calliophis beddomei
- Calliophis bibroni
- Calliophis bivirgatus
- Calliophis calligaster
- Calliophis gracilis
- Calliophis intestinalis
- Calliophis kelloggi
- Calliophis macclellandi
- Calliophis maculiceps
- Calliophis melanurus
- Calliophis nigrescens

The Reptile Database listar Calliophis calligaster i släktet Hemibungarus samt Calliophis kelloggi och Calliophis macclellandi i släktet Sinomicrurus. Samma verk listar två andra arter i Calliophis.
- Calliophis castoe
- Calliophis haematoetron